# Blauer Hecht

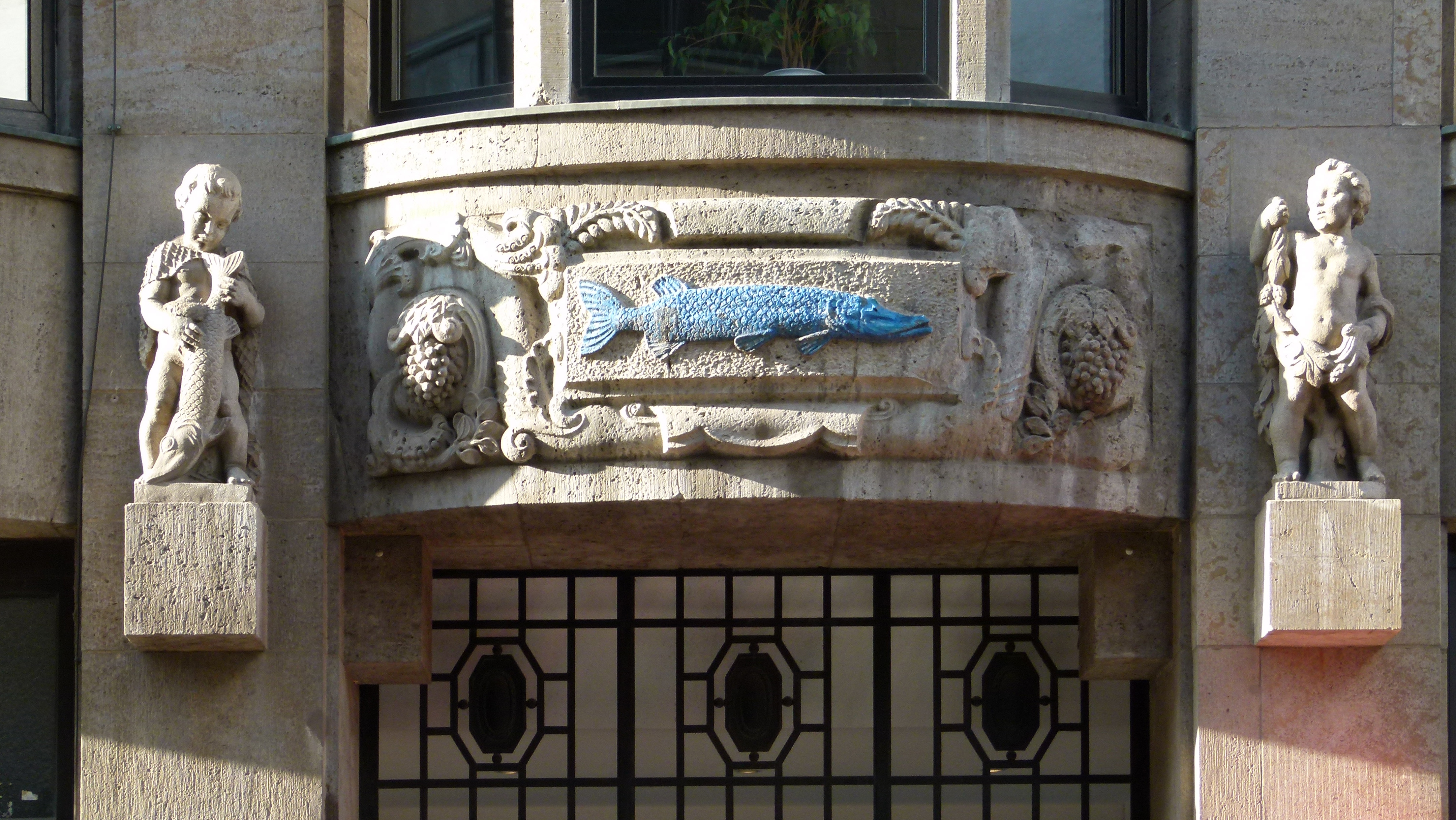
Hauszeichen Blauer Hecht

Blauer Hecht ist der Name eines Geschäftshauses in Leipzig in der Nikolaistraße 39–45. Es ist über eine Passage mit der Reichsstraße verbunden. Das Haus steht unter Denkmalschutz.

## Geschichte

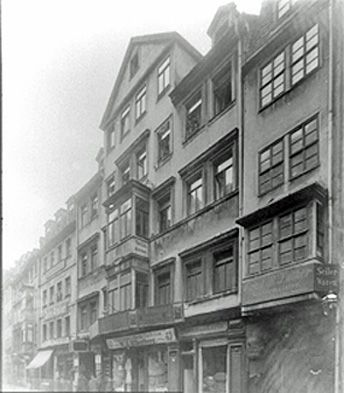
Vorgängerbauten vor 1911

Bereits 1551 wird von einem Gasthof „Zum blauen Hecht“ berichtet, der die Grundstücke Nr. 43 und 45 umfasste. Eine Erklärung für den Namen ist nicht bekannt. Über diesen Grundstücken und zwei benachbarten errichtete Leopold Stentzler als Bauherr und Architekt 1911/1912 nach Abriss der Vorgängerbauten ein Geschäftshaus, in dem über 30 Firmen des Pelzgewerbes ihre Heimstatt fanden.
Das Haus besaß ehemals eine Passage, die zum und durch das Gebäude Reichsstraße 30/32 führte, das den Namen „Zur goldenen Traube“ trug. Das war ein Geschäftsneubau von 1909/1910. Der Name rührte von einem Weinschank her und wurde erstmals 1617 erwähnt. Nach Schäden im Zweiten Weltkrieg wurde es abgebrochen. Längs der Reichsstraße wurde ein großer Wohnblock errichtet, sodass der Durchgang hinter dem Blauen Hecht nun in einer wenig attraktiven Situation hinter diesem Gebäude endet.

## Architektur

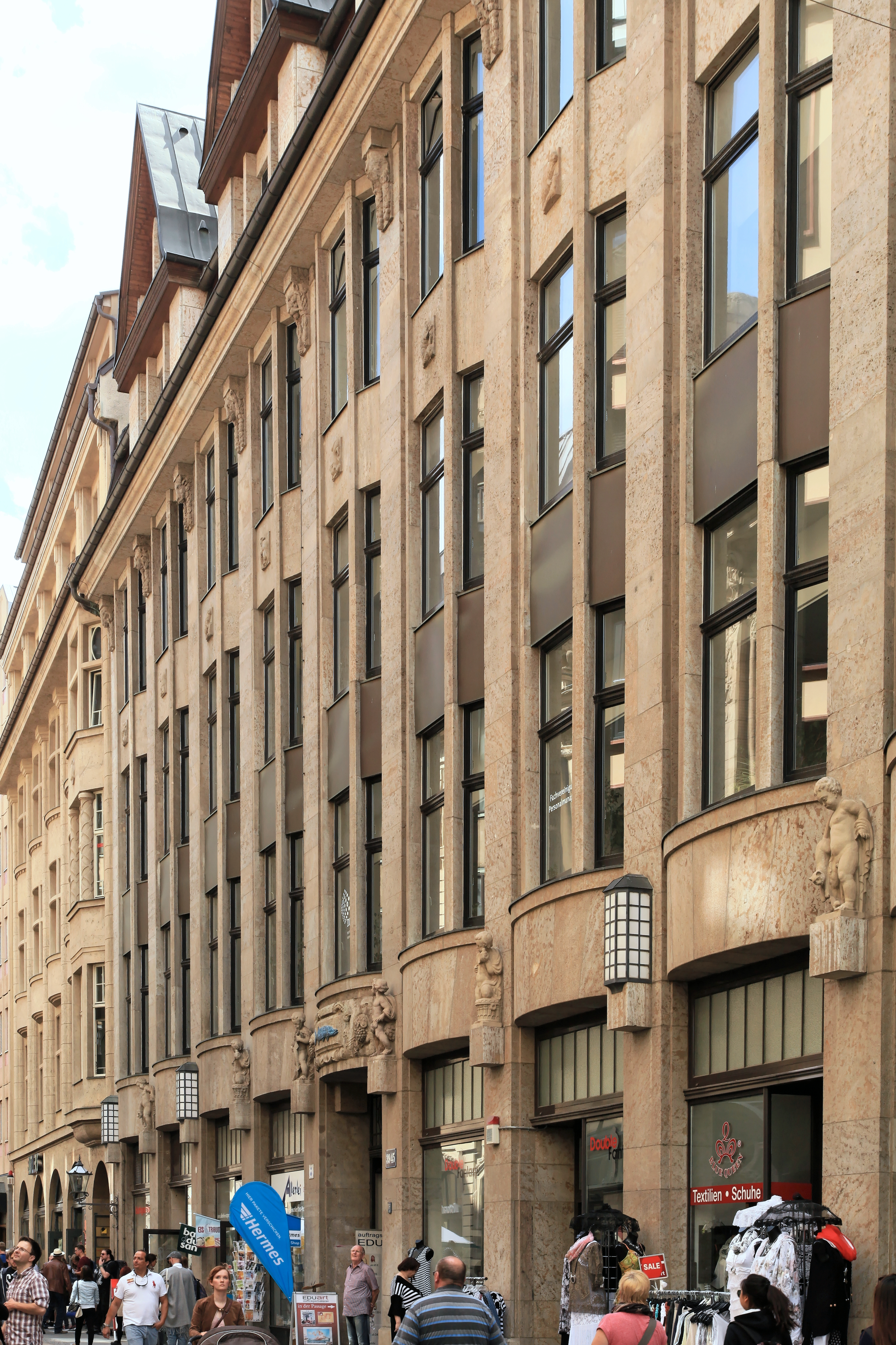
Straßenfront

Die viergeschossige, etwa 36 Meter breite Fassade ist in Kalkstein ausgeführt. Sie ist durch Pfeiler, deren obere Enden durch Tierköpfe unterhalb  kapitellartig abgeschlossen sind, in neun Felder gegliedert. In diesen sind die Fenster leicht trapezförmig ausgestellt. Oberhalb des Traufgesimses sitzen vier markante Dachgauben mit spitzen Giebeln auf dem Satteldach auf, das drei Reihen von Dachfenstern trägt.
Oberhalb des Erdgeschosses wechseln sich auf Konsolen Lampen und Putti ab, die verschiedene Attribute tragen. Zwischen ihnen ist die Fenstergeometrie durch bogenförmige Wandelemente betont. Zwischen den Fenstern der zweiten und dritten Etage befinden sich Tierdarstellungen. Über dem Passageneingang in der Mitte des Gebäudes ist als Hauszeichen ein großer blauer Hecht angebracht.
Die Passage führt durch einen kleinen Lichthof, der oberhalb der Erdgeschosszone verglast ist.